# Podwójny aut

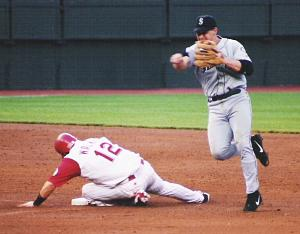
Drugobazowy, po wyautowaniu pierwszego zawodnika, wykonuje zamach w stronę pierwszobazowego w celu wyeliminowania drugiego zawodnika podczas jednej akcji.

Podwójny aut (ang. double play) – w baseballu zagrywka drużyny broniącej, która polega na wyeliminowaniu (wyautowaniu) dwóch zawodników w jednej akcji - pod warunkiem, że nie popełniono błędu.
Podobnym, ale znacznie rzadszym zagraniem jest potrójny aut.